# Maurice Binder (homme politique)
Pour les articles homonymes, voir Maurice Binder et Binder.
Maurice-Charles-Henri Binder (21 mars 1857 à Paris - 24 octobre 1944 à Paris), est un homme politique français.

## Biographie
Fils de Louis-Germain Binder, conseiller municipal de Paris, et arrière-petit-fils de Jean-Germain Janets, maire de Vincennes, il suivit ses études à la Faculté de droit de Paris et devint avocat à la Cour d'appel de Paris et de la Société de secours mutuels du 8e arrondissement de Paris. Il était membre de la Conférence Molé-Tocqueville.
Conseiller municipal du quartier du Roule, en remplacement de son père, de 1884 à 1894, il était membre de la Commission des travaux et de la voirie de Paris. Il fut élu député conservateur de la Seine aux élections de 1893 dans la 2e circonscription du 8e arrondissement de Paris. Il fut successivement réélu jusqu'en 1924. Il fut également conseiller général de la Seine.
Lieutenant-colonel durant la Première Guerre mondiale, il était président de la Compagnie générale des omnibus, vice-président de la Société des transports en commun de la région parisienne et administrateur de la Banque française pour le Brésil et de la Compagnie Générale des Voitures à Paris.
Il avait hérité de son père l'hôtel Binder, avenue des Champs-Élysées.

## Distinctions
- Commandeur de la Légion d'honneur (décret du 13 février 1931)
- Croix de guerre 1914–1918

## Sources
- « Maurice Binder (homme politique) », dans le Dictionnaire des parlementaires français (1889-1940), sous la direction de Jean Jolly, PUF, 1960 [détail de l’édition]